# 8167 Ishii
8167 Ishii è un asteroide della fascia principale. Scoperto nel 1991, presenta un'orbita caratterizzata da un semiasse maggiore pari a 2,4321785 UA e da un'eccentricità di 0,1304661, inclinata di 4,55014° rispetto all'eclittica.